# Yesenia
Yesenia è una miniserie televisiva messicana del 1987. Gli interpreti principali sono Adela Noriega, Luis Uribe ed Ofelia Guilmáin.

## Descrizione
Prodotto in Messico da Televisa, il breve serial venne trasmesso in prima visione nel 1987.  Scritto da Yolanda Vargas Dulché e Luis Reyes de la Maza, si tratta del rifacimento della precedente telenovela Yesenia del 1970.